# Uporowo
Uporowo (ros. Упорово) – wieś (sieło) w Rosji, w obwodzie tiumeńskim, ośrodek administracyjny rejonu uporowskiego. W 2010 liczyła 5847 mieszkańców.